# Buddleja utahensis
Buddleja utahensis är en flenörtsväxtart som beskrevs av Frederick Vernon Coville. Buddleja utahensis ingår i släktet buddlejor, och familjen flenörtsväxter. Inga underarter finns listade i Catalogue of Life.

## Bildgalleri

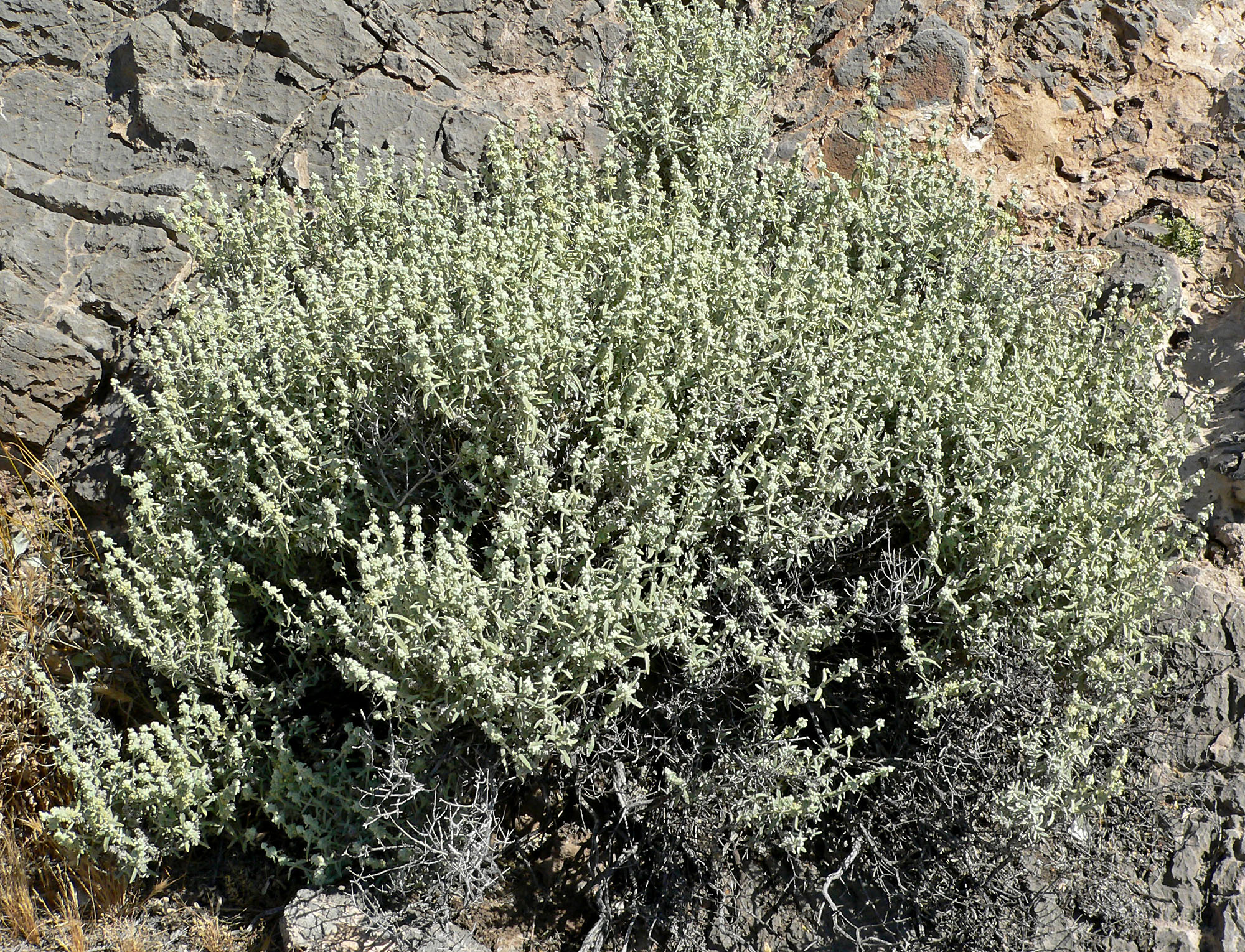
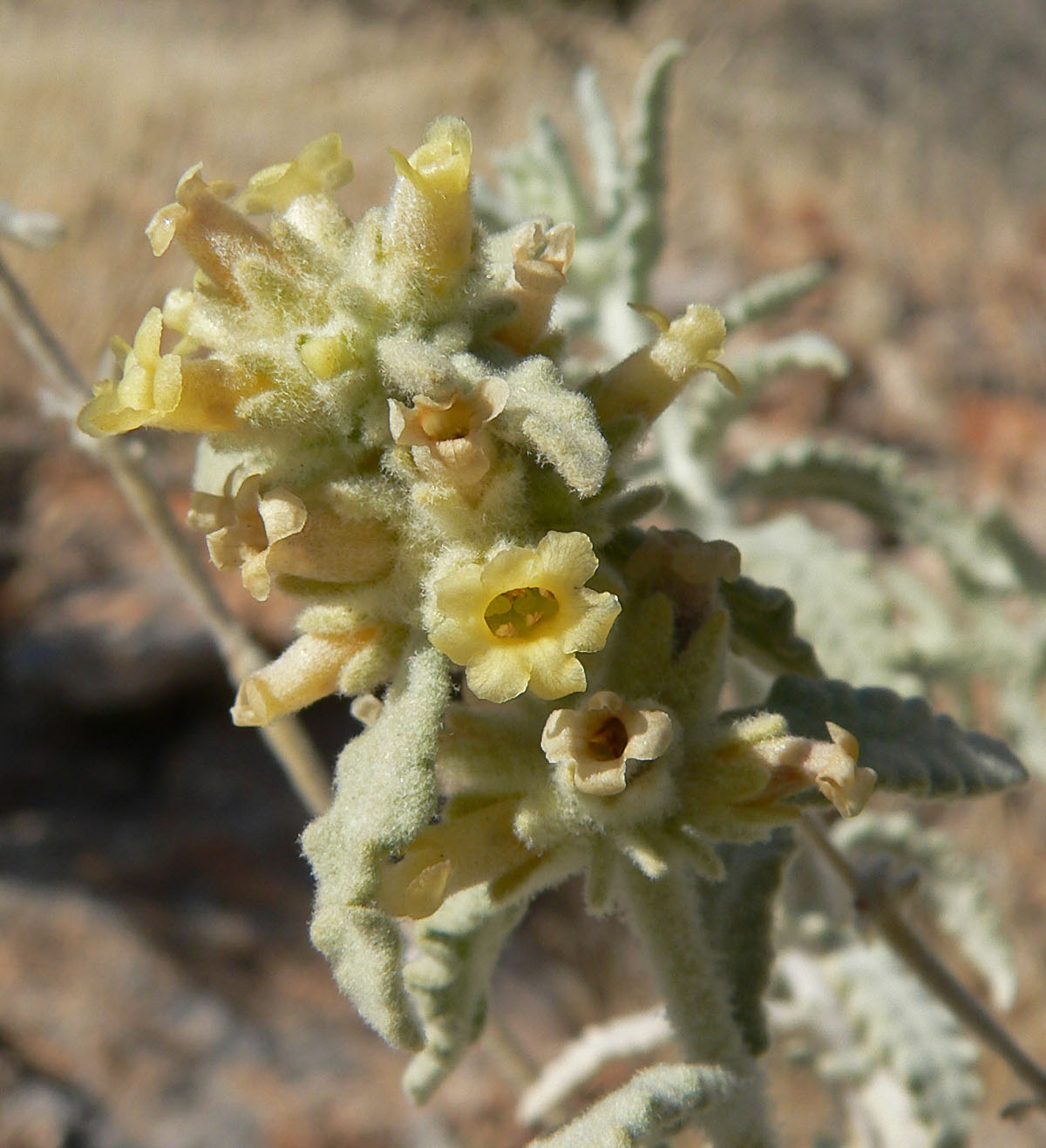
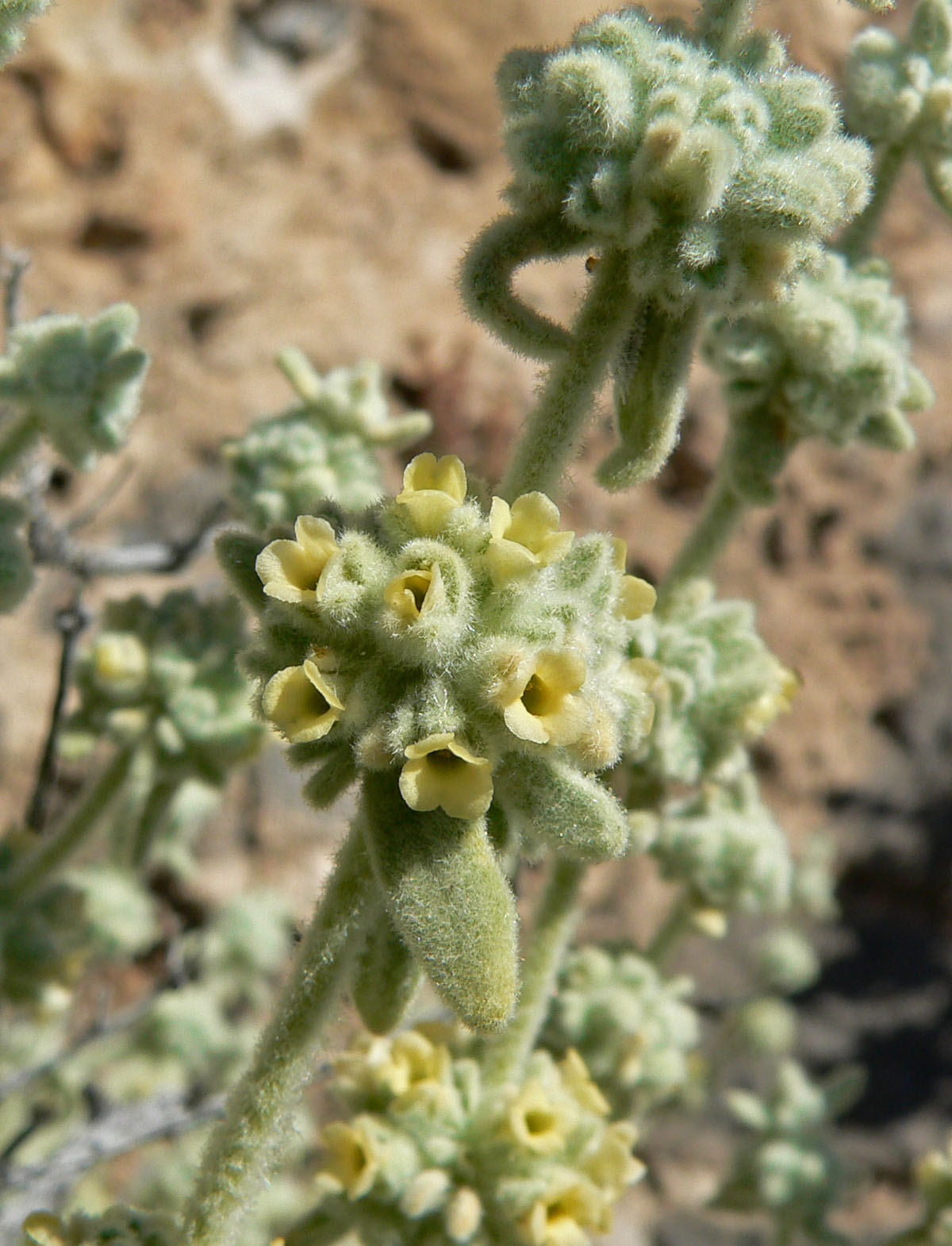
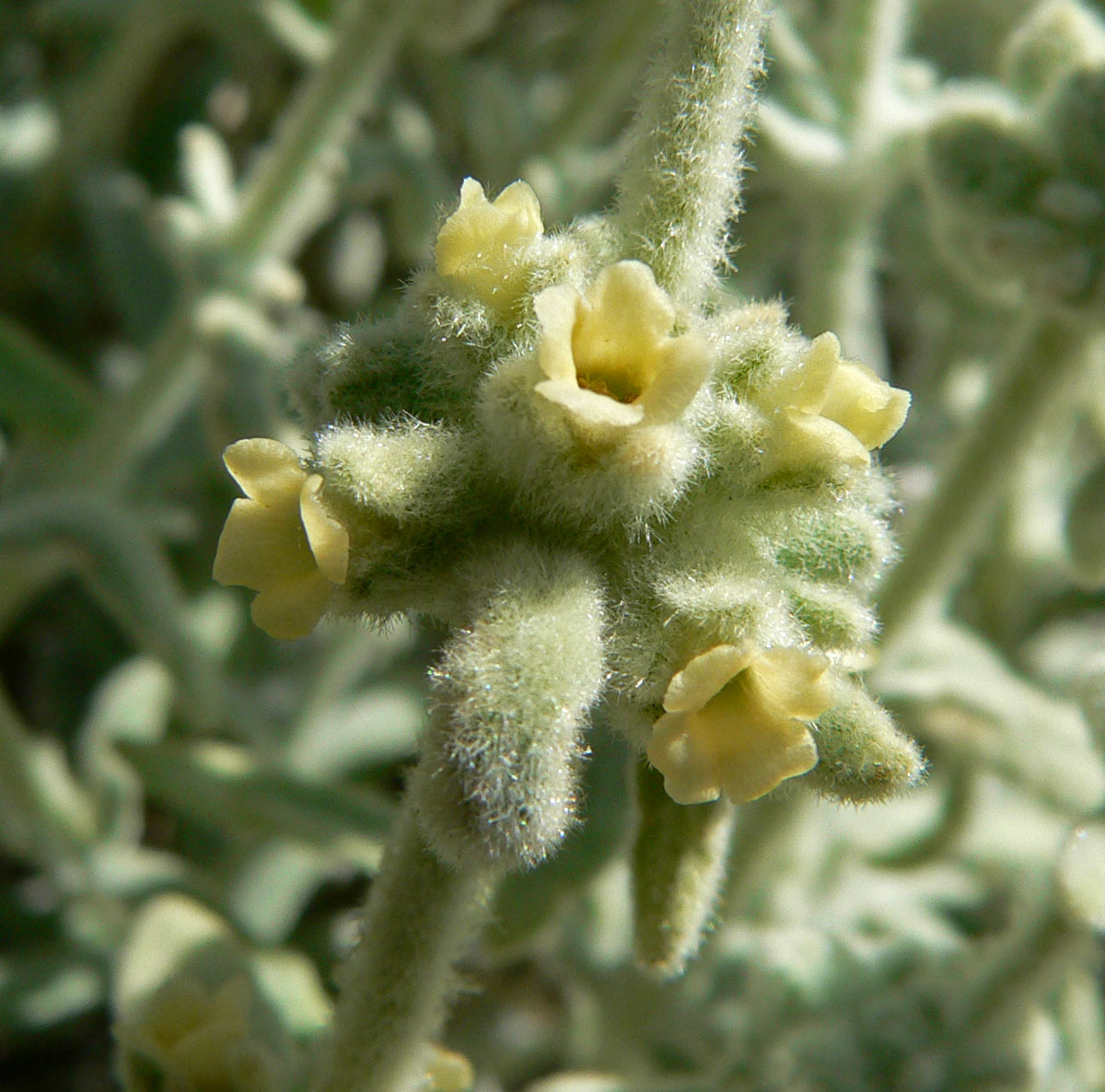
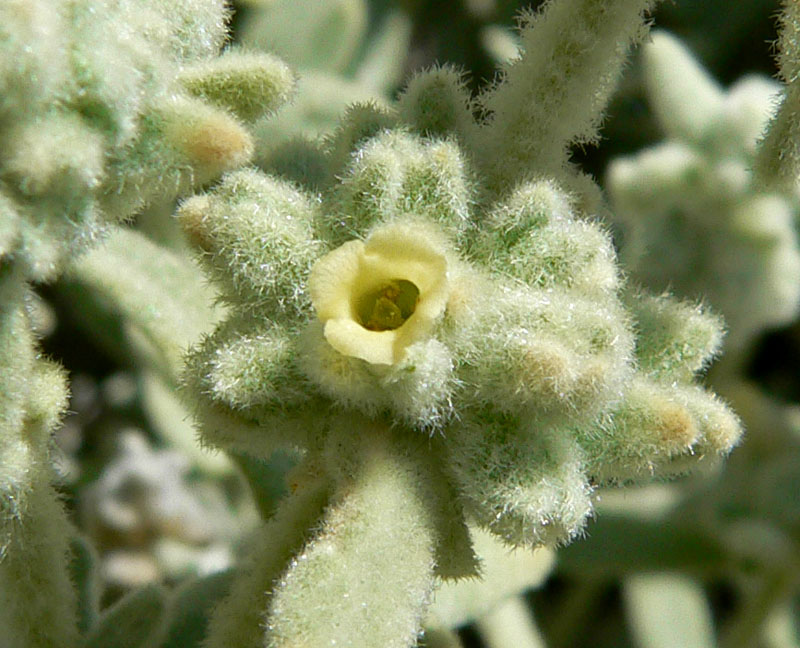
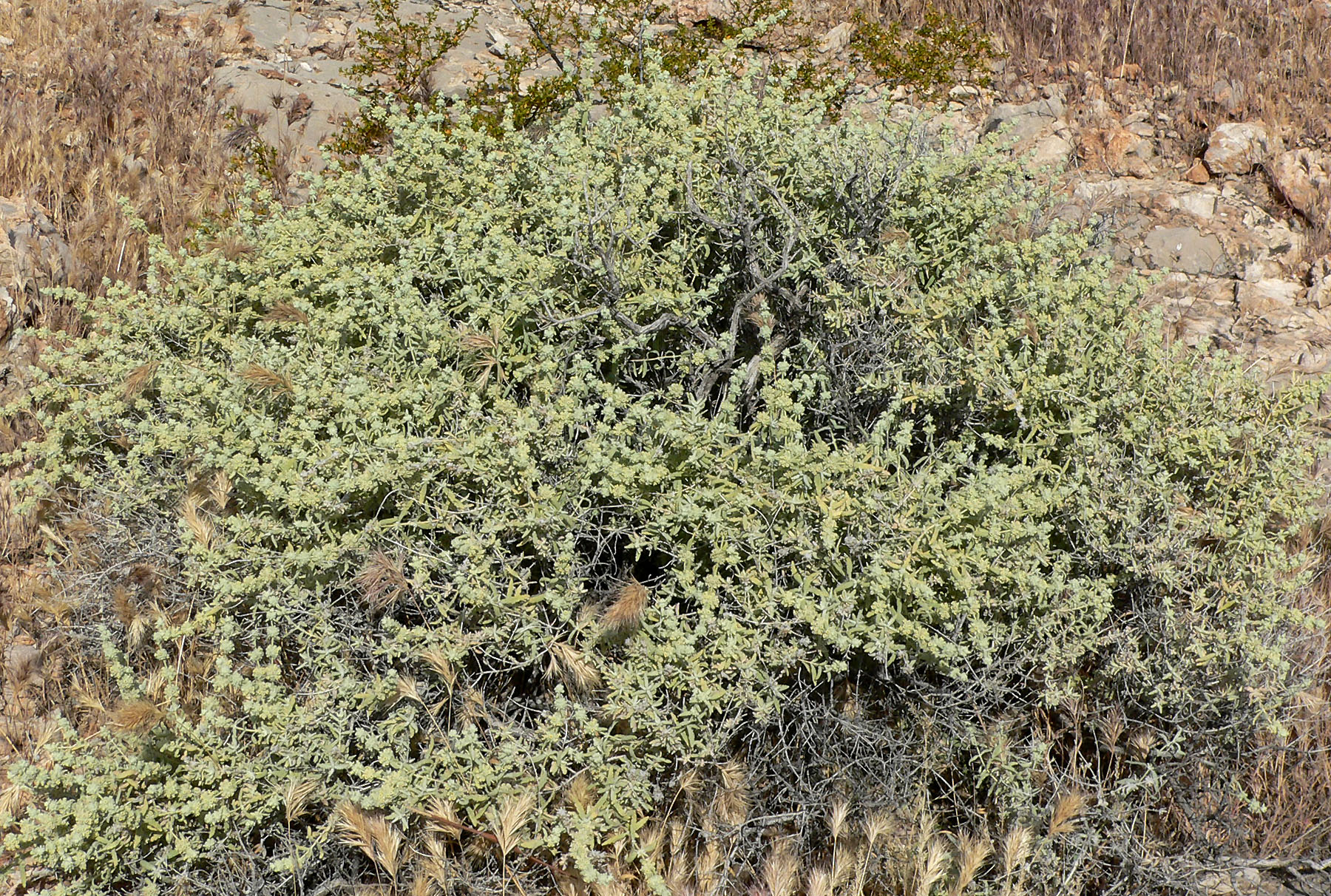